# Cucujiformia

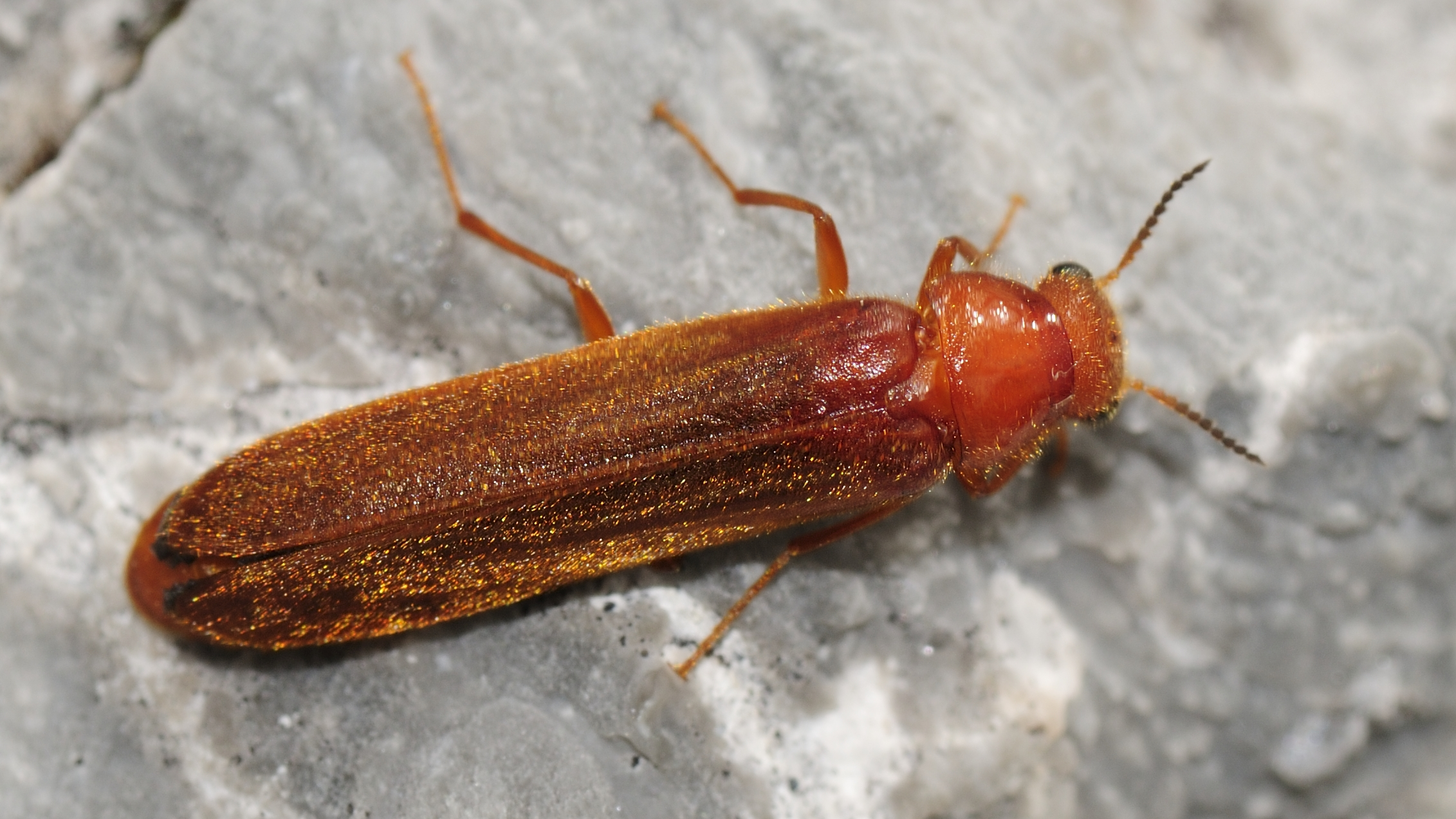
Rytel pospolity z rodziny drwionkowatych

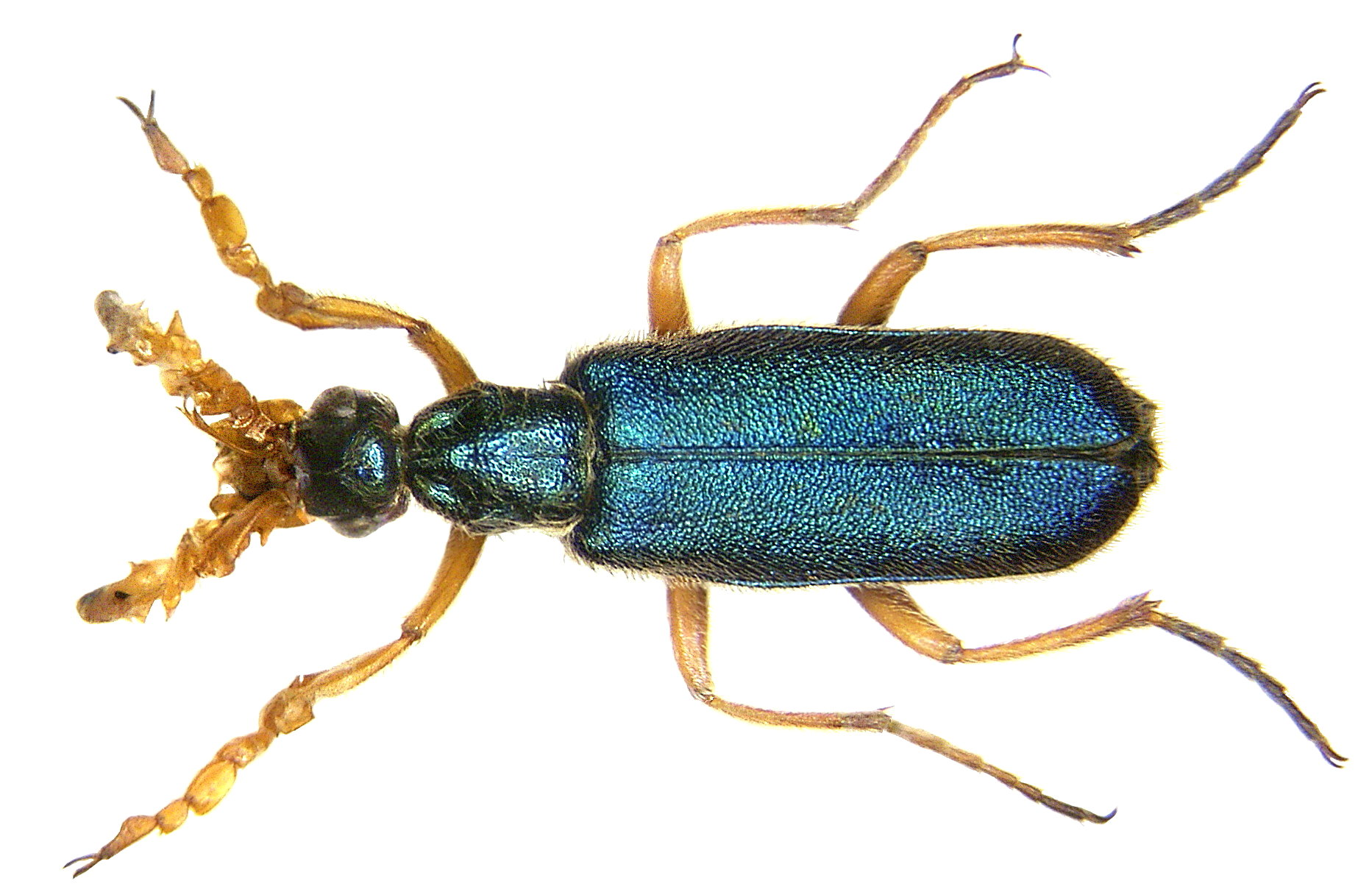
Cercoma schreberi z rodziny majkowatych

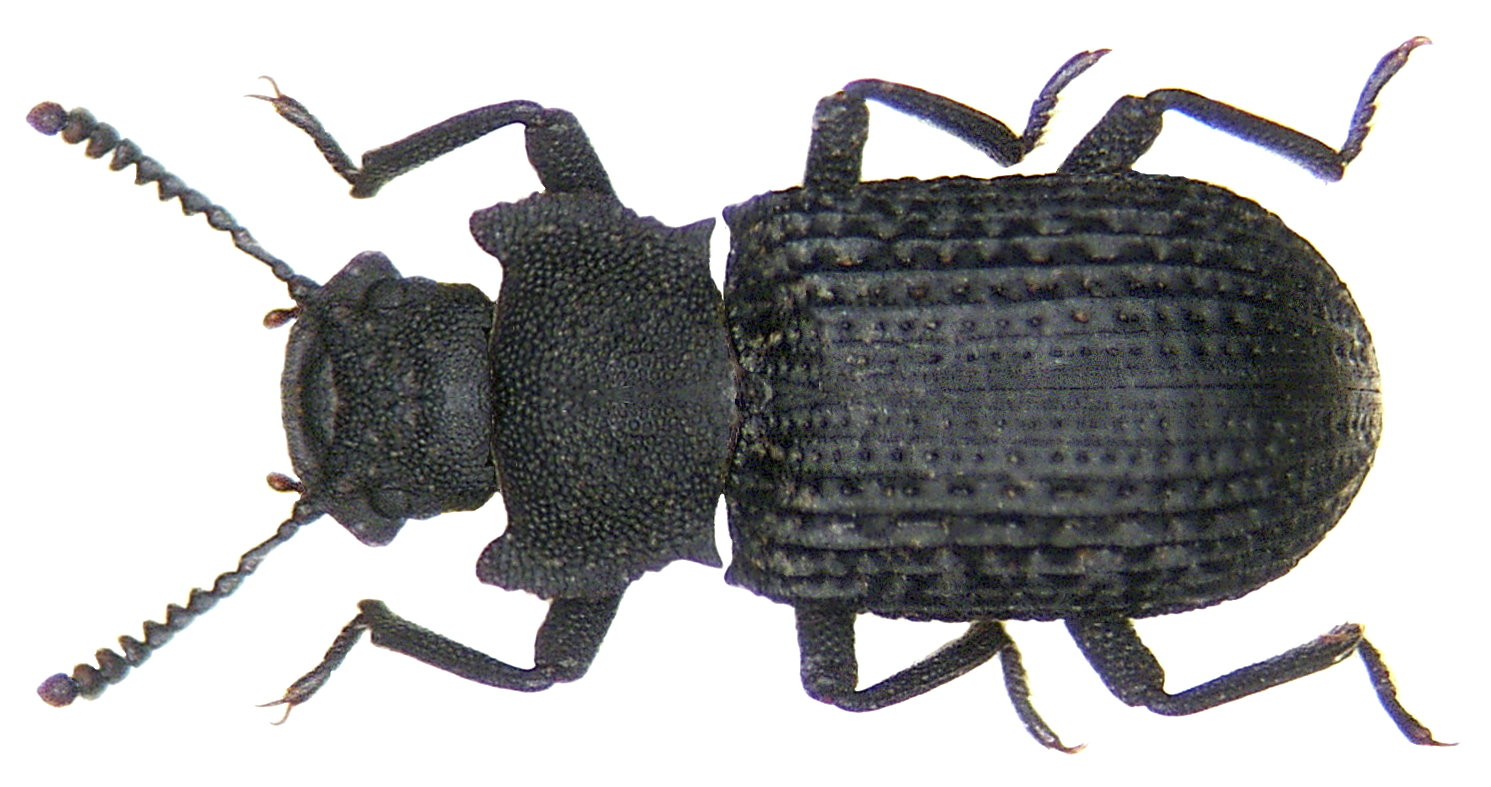
Boletophagus reticulatus z rodziny czarnuchowatych

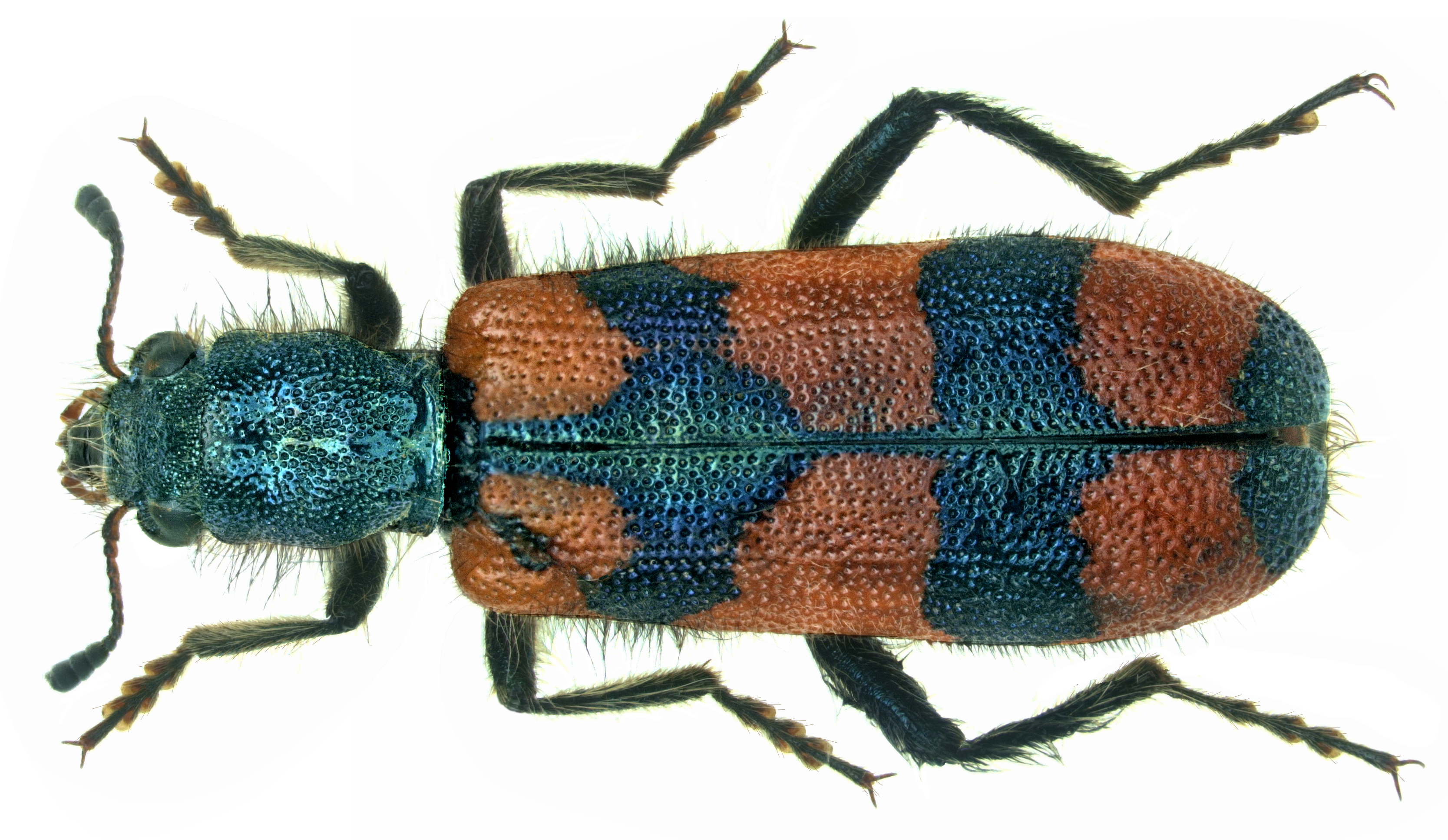
Trichodes persicus z rodziny przekraskowatych

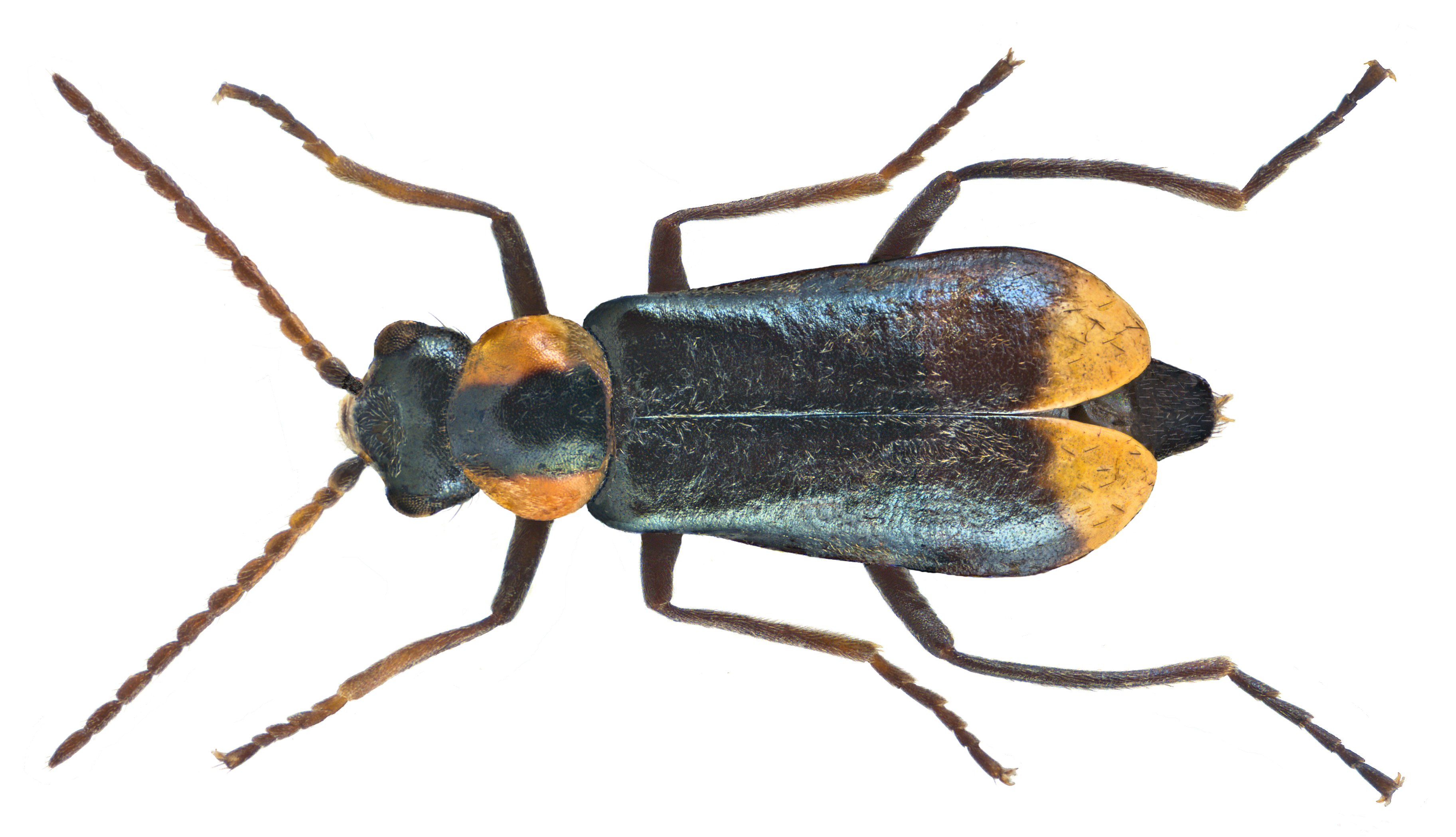
Axinotarsus marginalis z rodziny bęblikowatych

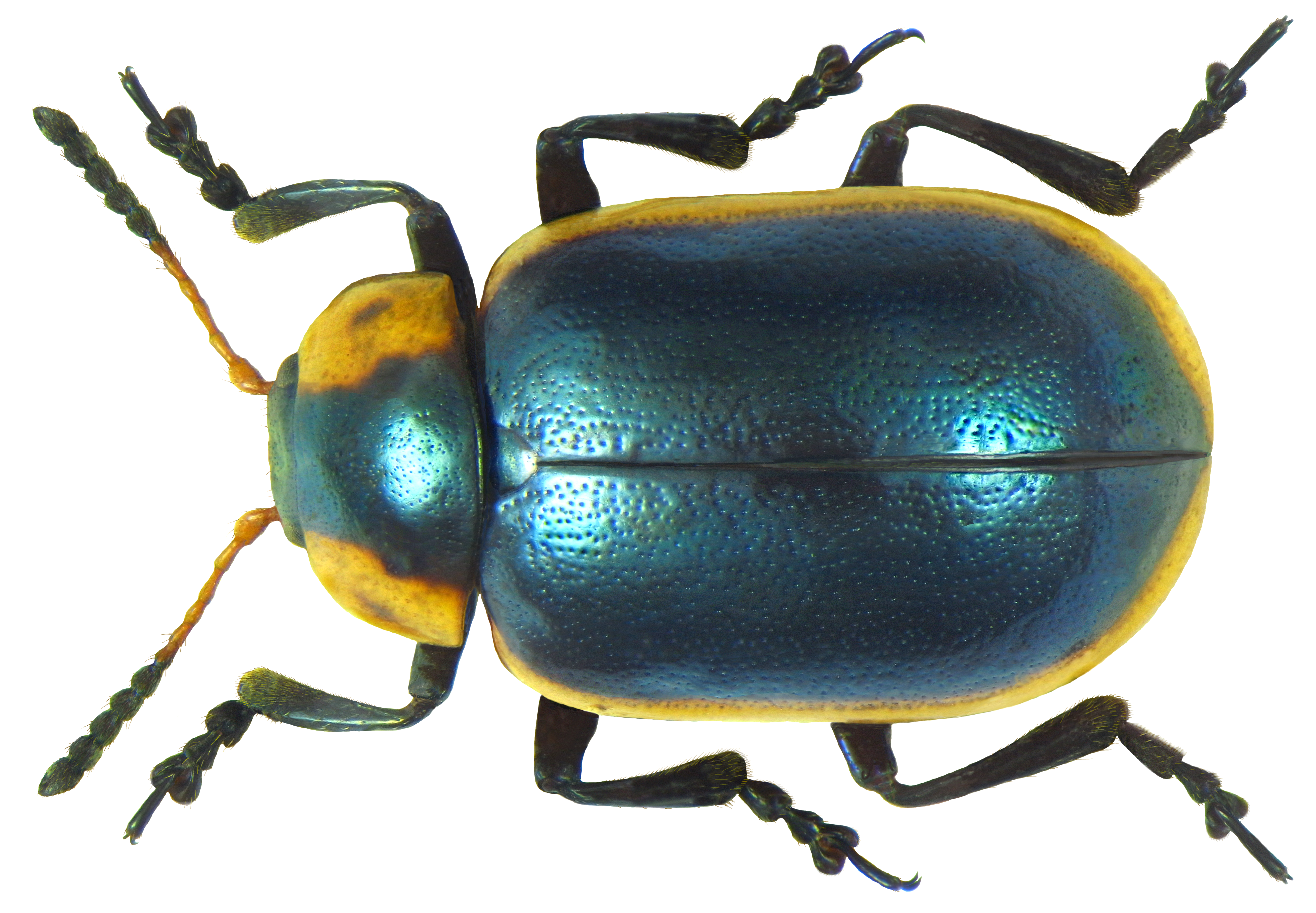
Mesoplatys cincta z rodziny stonkowatych

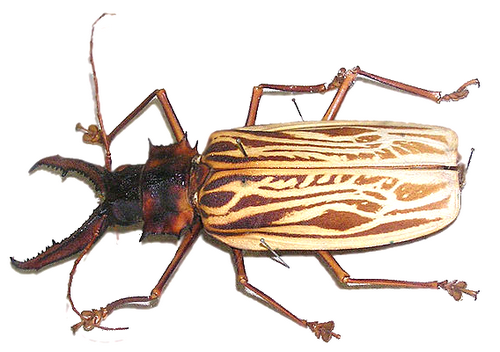
Macrodontia cervicornis z rodziny kózkowatych

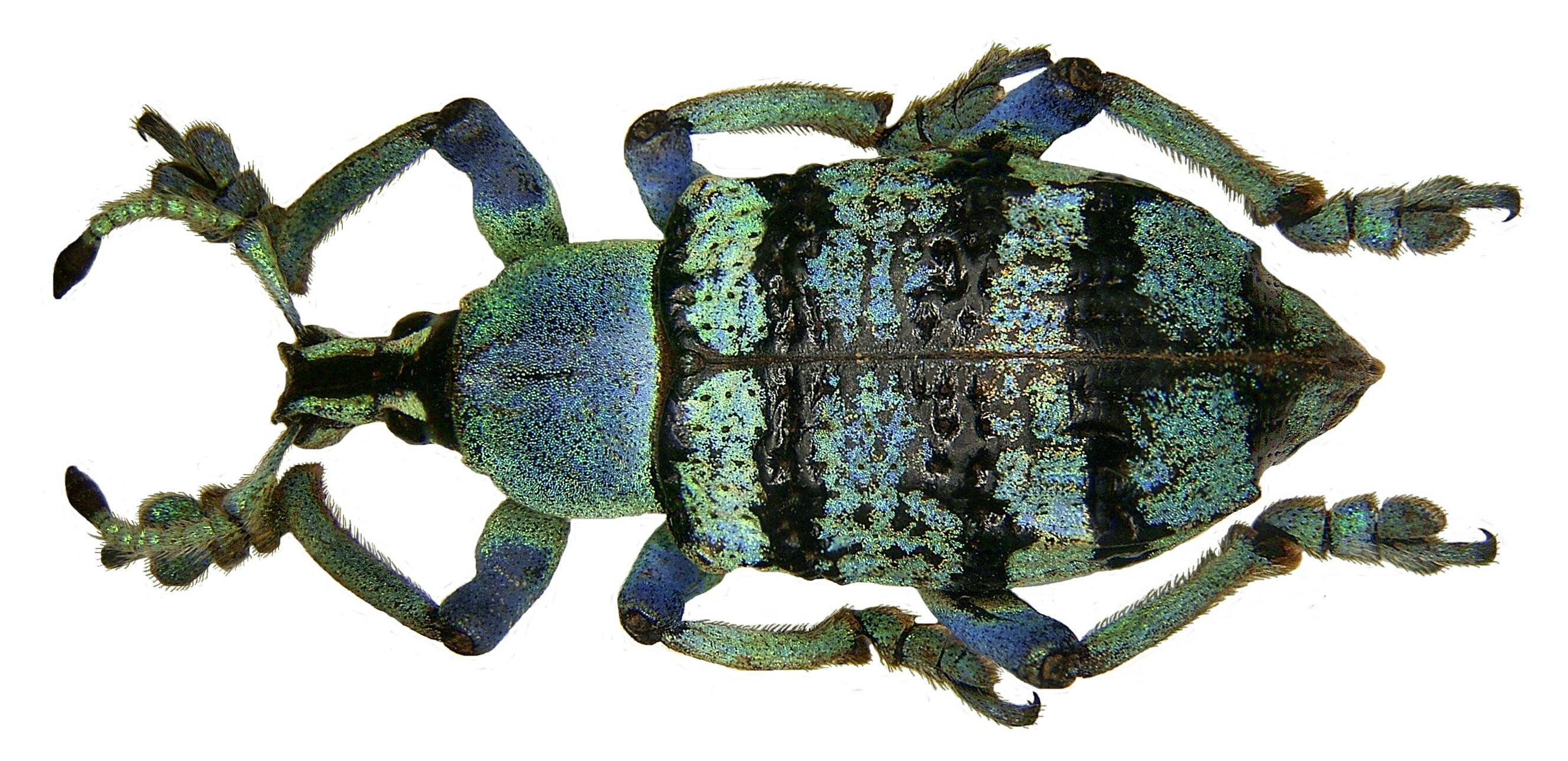
Eupholus magnificus z rodziny ryjkowcowatych

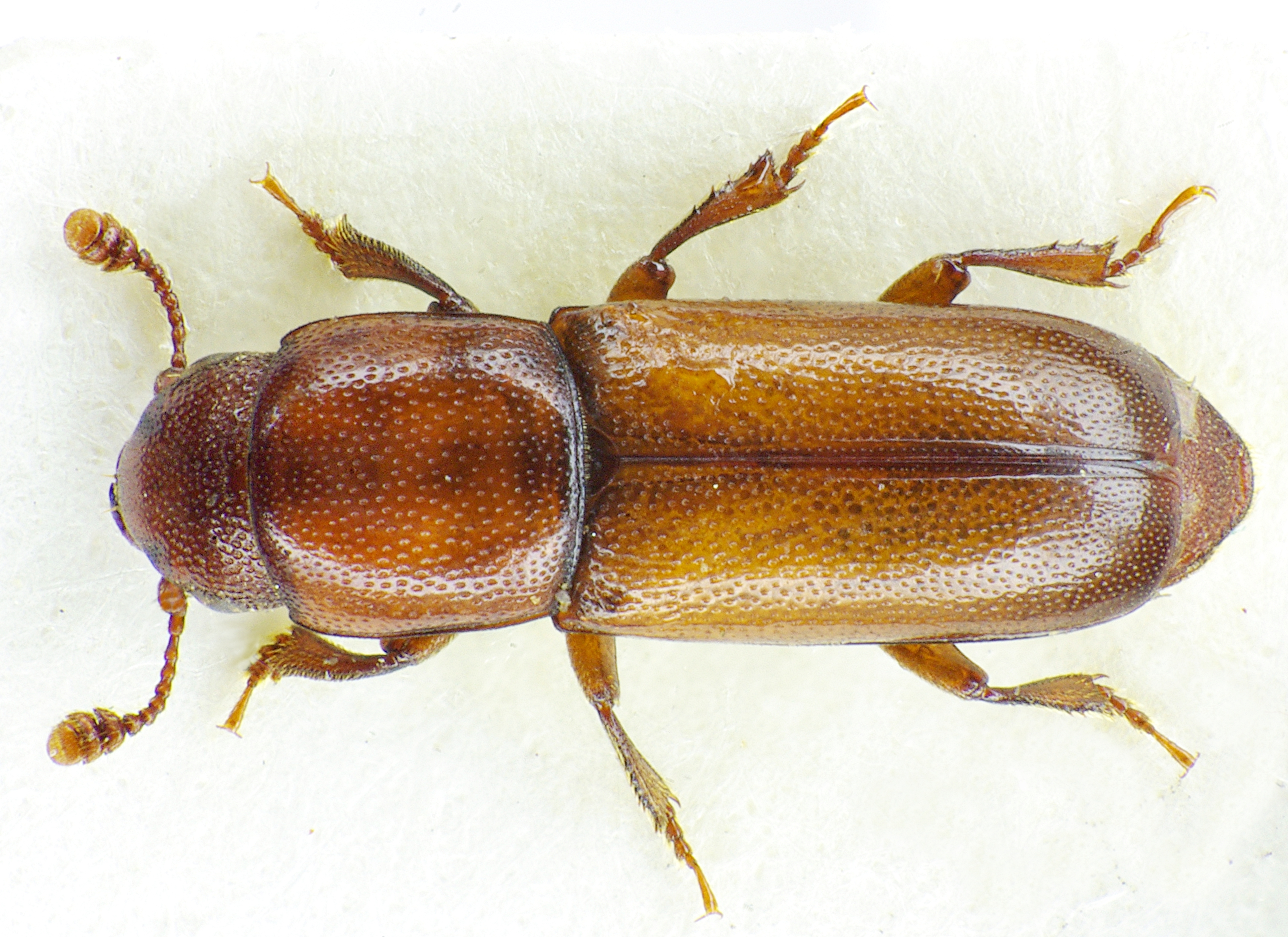
Pityophagus ferrugineus z rodziny łyszczynkowatych

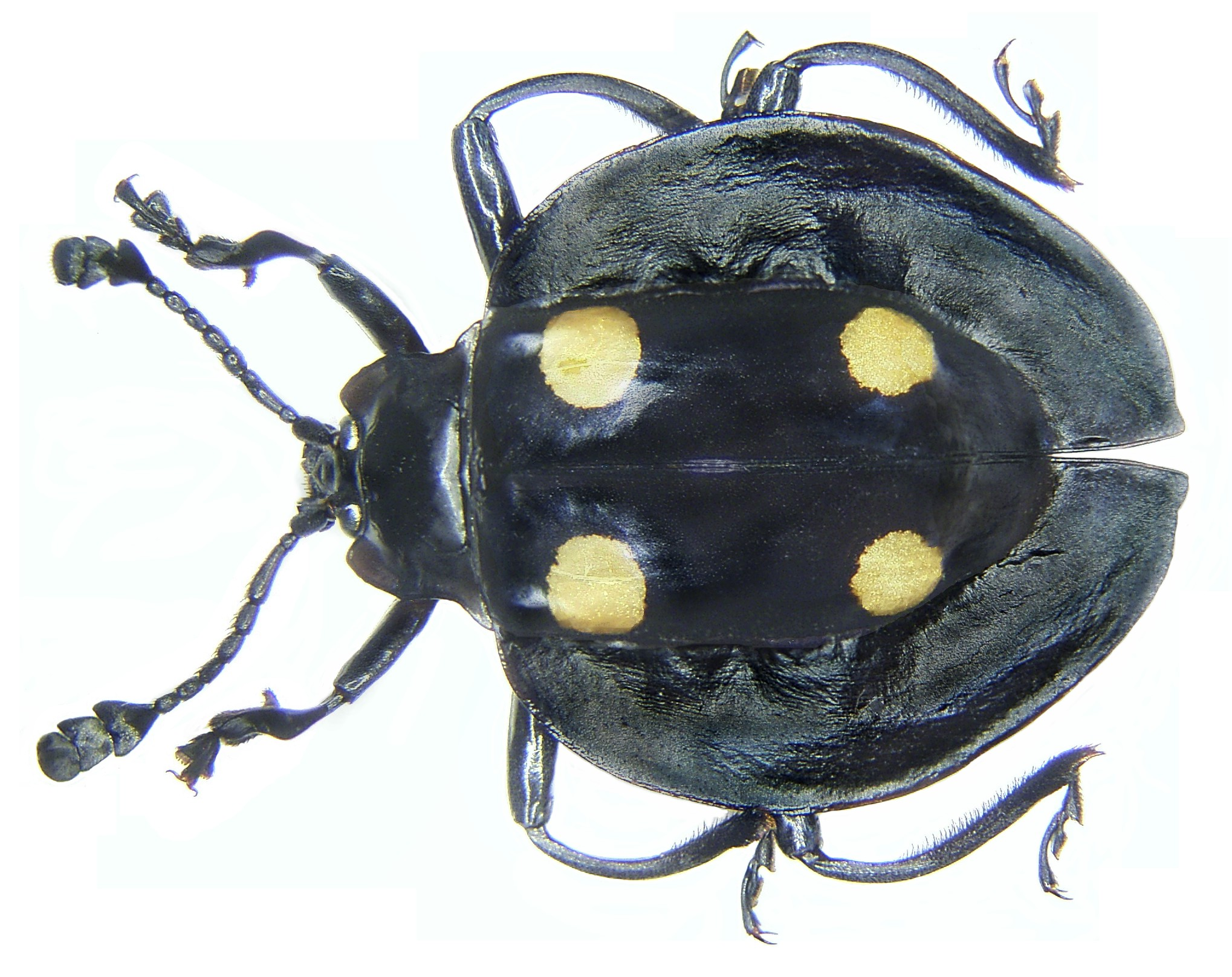
Eumorphus marginatus z rodziny wygłodkowatych

Cucujiformia – infrarząd lub seria chrząszczy z podrzędu wielożernych (Polyphaga), obejmujący większość roślinożernych przedstawicieli taksonu.

## Systematyka
W systematyce chrząszczy zastosowanej przez Bouchard i innych z 2011 roku Cucujiformia dzielone były na 97 rodzin zgrupowanych w 6 nadrodzin. W 2015 roku Robertson i współpracownicy opublikowali wyniki analiz molekularnych całego infrarzędu. Na ich podstawie wyróżnili nową nadrodzinę i kilka nowych rodzin. Po uwzględnieniu tych zmian systematyka tej grupy przedstawia się następująco:
- Lymexyleoidea Fleming, 1821
  - Lymexylidae Fleming, 1821 – drwionkowate
- Tenebrionoidea Latreille, 1802 – czarnuchy
  - Mycetophagidae Leach, 1815 – ścierowate
  - Archeocrypticidae Kaszab, 1964
  - Pterogeniidae Crowson, 1953
  - Ciidae Leach, 1819 – czerwikowate
  - Tetratomidae Billberg, 1820
  - Melandryidae Leach, 1815 – śniadkowate
  - Mordellidae Latreille, 1802 – schylikowate
  - Ripiphoridae Gemminger, 1870 (1855) – wachlarzykowate
  - Zopheridae Solier, 1834
  - Ulodidae Pascoe, 1869
  - Promecheilidae Lacordaire, 1859
  - Chalcodryidae Watt, 1974
  - Trachelostenidae Lacordaire, 1859
  - Tenebrionidae Latreille, 1802 – czarnuchowate
  - Prostomidae Thomson, 1859
  - Synchroidae Lacordaire, 1859
  - Stenotrachelidae Thomson, 1859
  - Oedemeridae Latreille, 1810 – zalęszczycowate
  - Meloidae Gyllenhal, 1810 – oleicowate, majkowate
  - Mycteridae Oken, 1843 – niryjki
  - Boridae Thomson, 1859 – ponurkowate
  - Trictenotomidae Blanchard, 1845
  - Pythidae Solier, 1834
  - Pyrochroidae Latreille, 1806 – ogniczkowate
  - Salpingidae Leach, 1815 – trąbiki
  - Anthicidae Latreille, 1819 – nakwiatkowate
  - Aderidae Csiki, 1909
  - Scraptiidae Gistel, 1848
  - †Apotomouridae Bao et al., 1848[5]
- Cleroidea Latreille, 1802 – przekraski
  - Byturidae Gistel, 1848 – kistnikowate
  - Biphyllidae LeConte, 1861
  - Phloiophilidae Kiesenwetter, 1863
  - Trogossitidae Latreille, 1802
  - Chaetosomatidae Crowson, 1952
  - Metaxinidae Kolibáč, 2004
  - Thanerocleridae Chapin, 1924
  - Cleridae Latreille, 1802 – przekraskowate
  - Acanthocnemidae Crowson, 1964
  - Phycosecidae Crowson, 1952
  - Prionoceridae Lacordaire, 1857
  - Mauroniscidae Majer, 1995
  - Melyridae Leach, 1815
- Chrysomeloidea Latreille, 1802 – stonki
  - Oxypeltidae Lacordaire, 1868
  - Vesperidae Mulsant, 1839
  - Anoplodermatinae Guérin-Méneville, 1840
  - Disteniidae Thomson, 1861
  - Cerambycidae Latreille, 1802 – kózkowate
  - Megalopodidae Latreille, 1802
  - Orsodacnidae Thomson, 1859
  - Chrysomelidae Latreille, 1802 – stonkowate
- Curculionoidea Latreille, 1802 – ryjkowce
  - Nemonychidae Bedel, 1882
  - Anthribidae Billberg, 1820 – kobielatkowate
  - †Ulyanidae Zherikhin, 1993
  - Belidae Schönherr, 1826
  - Caridae Thompson, 1992
  - Attelabidae Billberg, 1820 – podryjowate (tu z tutkarzowatymi)
  - Brentidae Billberg, 1820
  - Dryophthoridae Schönherr, 1825
  - Brachyceridae Billberg, 1820
  - Curculionidae – ryjkowcowate
- Cucujoidea Latreille, 1802 – zgniotki
  - †Parandrexidae Kirejtshuk, 1994
  - †Sinisilvanidae Hong, 2002
  - Monotomidae Laporte, 1840
  - Smicripidae Horn, 1880
  - Kateretidae Kirby, 1837
  - Nitidulidae Latreille, 1802 – łyszczynkowate
  - Helotidae Chapuis, 1876
  - Sphindidae Jacquelin du Val, 1860
  - Protocucujidae Crowson, 1954
  - Erotylidae Latreille, 1802 – zadrzewkowate
  - Boganiidae Sen Gupta et Crowson, 1966
  - Hobartiidae Sen Gupta et Crowson, 1966
  - Cryptophagidae Kirby, 1826 – zatęchlakowate
  - Agapythidae Sen Gupta et Crowson, 1969
  - Priasilphidae Crowson, 1973
  - Phloeostichidae Reitter, 1911
  - Cucujidae Latreille, 1802 – zgniotkowate
  - Silvanidae Kirby, 1837 – spichrzelowate
  - Cyclaxyridae Gimmel, Leschen et Ślipiński, 2009
  - Myraboliidae Lawrence et Britton, 1991
  - Passandridae Blanchard, 1845
  - Phalacridae Leach, 1815 – pleszakowate
  - Laemophloeidae Ganglbauer, 1899
  - Cavognathidae Sen Gupta et Crowson, 1966
  - Lamingtoniidae Sen Gupta et Crowson, 1969
  - Propalticidae Crowson, 1952
  - Tasmosalpingidae Lawrence et Britton, 1991
- Coccinelloidea
  - Bothrideridae Erichson, 1845
  - Murmidiidae
  - Discolomatidae Horn, 1878
  - Terediidae
  - Euxestidae
  - Cerylonidae Billberg, 1820
  - Latridiidae Erichson, 1842
  - Akalyptoischiidae Lord, Hartley, Lawrence, McHugh and Miller, 2010
  - Alexiidae Imhoff, 1856
  - Corylophidae LeConte, 1852
  - Endomychidae Leach, 1815 – wygłodkowate
  - Mycetaeidae
  - Elipsolobiidae
  - Coccinellidae Latreille, 1807 – biedronkowate